# かぶちゃん農園
かぶちゃん農園株式会社（かぶちゃんのうえん）は、かつて長野県飯田市に本社を置き、市田柿などの農産物の生産・加工・販売事業を営んでいた企業である。株式会社ケフィア事業振興会が統括するケフィアグループに属する。

## 沿革
2004年5月、東京都千代田区でケフィア・アグリ株式会社設立。2005年7月、飯田市川路に飯田事務所設置。2005年9月、本社を飯田市川路に移転。2006年2月、農業生産法人認可取得。2007年6月、現社名に商号変更。2008年7月、東京支店設置。2011年2月、事業再編、100人規模の人員整理実施。2017年11月15日、代表取締役鏑木武弥（ケフィア事業振興会代表取締役鏑木秀彌の長男）がカナダ・ケベック州政府よりケベック勲章シュヴァリエ受章。2018年3月、経済産業省中小企業庁「はばたく中小企業・小規模事業者300社」に選定された。
2018年9月3日にケフィア事業振興会と関連会社3社が東京地方裁判所から破産手続開始決定を受けたが、かぶちゃん農園は同日に行った信濃毎日新聞の取材に対し、「ケフィアとかぶちゃん農園は別の会社」とコメントした一方で、事業継続が難しい状況に陥っていることを明らかにした。飯田市の牧野光朗市長も、9月4日の定例会見において、「こうした事態は残念でならない」とコメントした他、破産した関連会社であるかぶちゃんメガソーラーと飯田水晶山温泉ランドの資産処分に関しても「推移を見守る」とコメントした。
鏑木武弥社長は2018年9月14日に希望退職を行うことを説明したが、従業員からの反発があり保留となった。その後、9月18日に従業員全員を10月20日付で整理解雇する方向であることが明らかとなった。本社は9月18日から閉鎖状態となり、電話も不通となった。インターネット通販サイトは「完売御礼」と表示され、注文が不可能な状態となった。
2018年10月1日に東京地方裁判所に対し破産を申請。同日付けで破産手続開始決定を受けた。
飯田下伊那地域に本社が所在するグループ企業への影響も懸念ざれており、飯田市・飯田商工会議所・長野県は2018年9月19日に再就職支援などの対策を行うことを明らかにした他、飯田労働基準監督署も、かぶちゃん農園やその従業員に対し、賃金の支払い状況や解雇対象者に事前の説明を行っていたかなど、聞き取り調査を行い、飯田労働基準監督署は同年9月27日に、2018年9月分の給与の一部が未払いであったとして、かぶちゃん農園に対して行政指導を行った。乳製品の製造販売を手掛ける「かぶちゃん信州乳業」は同年9月25日から休業状態となっており、従業員は自宅待機を命じられていたが、かぶちゃん信州乳業も同年10月11日に東京地方裁判所から破産手続開始決定を受けた。
破産手続開始決定の翌日である2018年10月2日に、鏑木武弥社長と破産管財人が従業員に対し破産に至った経緯などを説明し、2018年8月分から10月20日までの給与の支払いについて、「いつ払えるか分からない。支払いに1年以上かかる場合がある」と説明したという。2018年12月14日には鏑木武弥社長個人も東京地方裁判所から破産手続開始決定を受けた。
2019年2月14日、鏑木武弥社長が東京都中央区の自宅で自殺した。
警視庁は2019年2月15日に、出資の受入れ、預り金及び金利等の取締りに関する法律（出資法）違反容疑で、かぶちゃん農園と関連会社であるかぶちゃんメガソーラーの家宅捜索を行い、関係書類を押収した。
2019年5月21日、都内でかぶちゃん農園を含むケフィアグループ28社の第1回債権者集会が開催された。
かぶちゃん農園の本社を含む4施設は下伊那郡阿智村の食品加工会社ちさと東が買い取っており、2020年8月に本社と工場を移転している。
かぶちゃん農園は、2021年4月21日に異時廃止により破産手続が終了し、同年4月26日に法人格が消滅した。

## 過去の提供番組
- 愛の劇場（TBSテレビ）
- 笑っていいとも（フジテレビ）